# Emmerich Hanus

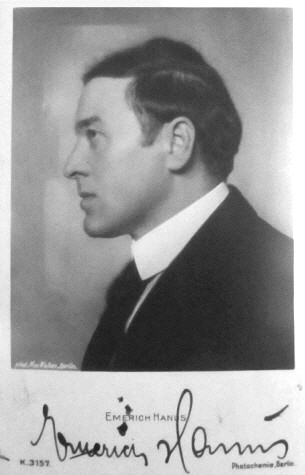
Hanus, etwa 1920

Emmerich Hanus, eigentlich Emerich Hanus (* 24. August 1879 in Wien, Österreich-Ungarn; † 20. November 1956 in Wien, Österreich), war ein österreichischer Filmregisseur, Schauspieler, Drehbuchautor und Filmproduzent sowohl zur Zeit des Stumm- als auch des Tonfilms.

## Leben
Emmerich Hanus begann seine Filmkarriere im Stummfilm 1913 als Schauspieler in u. a. „Der Andere“ und „Die schwarze Natter“ und war ab 1915 auch als Regisseur tätig. Er brachte unter anderem die Werke des Volksdichters Karl Schönherr als Mitautor mit Schönherr und Regisseur von „Erde“ (1920) und „Glaube und Heimat“ (1921) auf die Leinwand. Im Mai 1923 gründete er mit dem Kaufmann Theodor Cohn die Emerich Hanus Film-Gesellschaft m.b.H. (1923–1928).
Nach dem Anschluss Österreichs an das Deutsche Reich zog sich Emmerich Hanus im Gegensatz zu seinem Bruder Heinz, der auch der NSDAP beigetreten war, vom Film zurück, mit der einzigen Ausnahme einer Nebenrolle in E. W. Emos „Liebe ist zollfrei“ im Jahre 1941. Stattdessen arbeitete er als Bankier.
Seine langjährige Kollegin Elfi von Dassanowsky meinte diesbezüglich in einem Interview mit der Wiener Zeitung im Jahr 1999: „Leider verhinderte also politische Ideologie eine Zusammenarbeit zwischen den beiden. Ein solches Zusammenkommen von wunderbaren Filmtalenten hätte den österreichischen Film dominiert, wie Luise Kolm und Jakob Fleck es im Stummfilm getan hatten, oder es hätte sogar zu einem wienerischen Ebenbild zu Hollywoods Warner Brothers führen können.“
Emmerich Hanus betrachtete die Wiedergeburt Österreichs nach dem Zweiten Weltkrieg als eine mögliche Wiedergeburt seiner Filmkarriere. Er hoffte die Rolle, die sein Bruder in der ersten Jahrhunderthälfte im Film gespielt hatte, in der zweiten Jahrhunderthälfte einzunehmen. Sein erstes Projekt nach dem Krieg war „Seine einzige Liebe“ im Jahre 1946, eine Schubert-Erzählung, die von der kurzlebigen „Royal-Film“ produziert wurde, und bei der er Regie führte. Neben seiner Arbeit als Drehbuchautor von „Glücksmühle“ schrieb und inszenierte Hanus auch „Märchen vom Glück“ und das Drama „Dr. Rosin“ (1949) unter dem Pseudonym „Arthur de Glahs“.
Als Schauspieler war Emmerich Hanus auch in Filmen zu sehen, die er selber produzierte. In solchen Fällen gab er sich kleinere Nebenrollen. Die Tatsache, dass er die Schauspielerei nie ganz aufgegeben hatte, machte ihn zu einem beliebten Studiochef und Regisseur, da er verstand, wie man mit dem Ego der Schauspieler umzugehen hatte. Auch nach der Einführung des Tonfilms war Hanus im Herzen ein Stummfilmregisseur geblieben, da die Regie für ihn immer weitaus wichtiger als der Dialog war.
Hanus letzter Film, die dramatischen Erlebnisse eines genialen Wiener Arztes, der in den Opiumhandel um die Jahrhundertwende verwickelt wird. Der epische Film beinhaltete wenig Dialog, aber aufwändige Kulissen, denn Hanus ging gerne über die Möglichkeit des Belvedere-Studios hinaus und hätte am liebsten eine „On-location“-Kunst entworfen, in der solche Lokalitäten wie Paris, Marseille, Chicago und Shanghai in das Belvedere-Atelier und in die Wiener Landschaft übertragen worden wären. Er verfügte jedoch als einer der wenigen noch die Anpassungsfähigkeit und Fantasie der frühen Filmproduktion und benutzte seine einmaligen Fähigkeiten um auch trotz der bescheidenen Möglichkeiten einen faszinierenden Film herzustellen.
Elfi von Dassanowsky, mit welcher er 1946 die Belvedere-Film gründete, beschrieb ihn als „liebenswürdige und zurückhaltende Persönlichkeit“. Er wurde am Wiener Zentralfriedhof bestattet.
Emmerich Hanus ist der Bruder von Heinz Hanus, mit dem er zeit seines Lebens in brüderlicher Konkurrenz stand.

## Filmografie

### Regisseur
- 1915: In der Nacht
- 1915: Ein Gruß aus der Tiefe
- 1916: Fräulein Wildfang
- 1916: Die Nacht von Cory Lane
- 1916: Das goldene Friedelchen
- 1916: Die Fiebersonate
- 1916: Der Einsiedler von St. Georg[4]
- 1916: Am Amboß des Glücks
- 1916: Spiel im Spiel
- 1916: Der schwarze Pierrot
- 1916: Jenseits der Hürde
- 1917: Unheilbar
- 1917: E, der scharlachrote Buchstabe
- 1917: Das Gewissen des Andern
- 1918: Der Ring des Hauses Stillfried
- 1918: Die Liebe der Maria Bonde, auch Darsteller
- 1918: Der Letzte Liebesdienst
- 1918: Das Gürtelschloß der Senahja
- 1918: Der Fluch der alten Mühle
- 1918: Aranka und Arauka
- 1918: Die Sühne
- 1919: Die Geige des Tommaso
- 1919: Das Geheimnis des Irren (auch Drehbuchautor)
- 1920: Die Nacht der Prüfung
- 1920: Erde (auch Drehbuchautor)
- 1920: Wildes Blut
- 1921: Glaube und Heimat (auch Drehbuchautor)
- 1921: Aus dem Schwarzbuch eines Polizeikommissars, 2. Teil: Verbrechen aus Leidenschaft
- 1922: Die Schuhe einer schönen Frau
- 1924: Die Letzte Maske
- 1927: Das war in Heidelberg in blauer Sommernacht
- 1928: Eine Nacht in Yoshiwara
- 1930: Gigolo (auch Drehbuch)
- 1947: Die Glücksmühle
- 1947: Seine einzige Liebe (auch Drehbuch)

### Schauspieler
- 1913: Wer ist der Täter?
- 1913: Die schwarze Natter
- 1913: Ein Mädchen zu verschenken
- 1913: Der Andere
- 1915: Der gestreifte Domino
- 1915: Die Nacht von Cory Lane
- 1916: Das goldene Friedelchen
- 1925: Freies Volk
- 1926: Die elf Schill’schen Offiziere
- 1932: Die elf Schill’schen Offiziere
- 1941: Liebe ist zollfrei
- 1942: Rembrandt
- 1942: Die goldene Stadt
- 1949: Märchen vom Glück

### Produzent
- 1946: Symphonie in Salzburg
- 1947: Kunstschätze des Klosterneuburger Stiftes
- 1947: Die Glücksmühle
- 1947: Seine einzige Liebe
- 1947: Die vertauschten Ehemänner (Wer küßt wen?)
- 1948: Der Leberfleck
- 1949: Dr. Rosin
- 1949: Märchen vom Glück